# Arenas movedizas (película)
Arenas movedizas (título original: Quicksand: No Escape) es un telefilme de Michael Pressman protagonizada por Donald Sutherland, Tim Matheson y Felicity Huffman.

## Argumento
Un arquitecto trabajador y decente, Scott Reinhardt, tiene una familia con dos hijos. Un día su esposa Julianna tiene miedo de perderlo por su ausencia constante de casa y contrata a un investigador llamado Murdoch, que una vez fue policía hasta que tuvo que irse por vejez, para que lo siga y se asegure de que realmente trabaja hasta tarde como él dice, ya que trabaja constantemente incluso durante las noches. 
Sin embargo el detective privado resulta ser corrupto. Él ve durante su investigación la oportunidad de incriminarlo perfectamente por el asesinato de un policía llamado Harold Towers que no cometió y que Murdoch cometió para extorsionarle de esa manera y más tarde para chantajearle con el propósito de que cometa un asesinato para él no pudiendo hacer nada al respecto sin ir a la cárcel para siempre por un asesinato que no cometió.
Cuando finalmente se entera de todo lo que llevó a esta situación al poder espiar a Murdoch en un momento de descuido suyo después de un encuentro con él y encontrar así su casa pudiendo además entrar en ella, descubrir la relación con su esposa y objetos de Towers, él consigue revertir la situación con la ayuda de su esposa, que, arrepentida por lo que hizo, le ayuda en su situación cuando se entera luego de todo por él, y de la víctima escogida por Murdoch, Tony Alonzo, un proxeneta a quien quiere matar por venganza, porque le hizo daño y para quedar bien con los socios de Alonzo que lo quieren muerto para deshacerse de él y que también le pagan para matarlo.    
Con la ayuda de los dos Scott Reinhardt consigue matar a Murdoch con ayuda de información obtenida a través de su pesquisa e incriminarle por el asesinato del policía que realmente cometió haciéndolo parecer como si Murdoch lo hubiese matado para robarle las cosas y recordar así lo que una vez fue y que ya no puede ser y conseguir también al mismo tiempo las pruebas falsas incriminatorias que le ponían como asesino y dejarlo todo atrás, ya que la policía decide por las acciones de Murdoch no investigar su muerte profundamente y dejar el caso como no resuelto, cosa que quedará así, porque solo los tres saben lo que ha ocurrido habiéndose comprometido también a honrar lo acordado entre ellos para acabar con Murdoch, mantenerlo en secreto y continuar luego con sus vidas.   
Sin embargo Scott también es consciente que esto le perseguirá siempre aunque puede vivir con la situación. Se concentra luego otra vez hacia su vida y su familia habiendo perdonado a su esposa por lo que le hizo, la cual le ayuda luego a olvidarse del asunto, mientras que Alonzo se va hacia la suya comprometiéndose a cumplir lo acordado y así solidificar la tapadera de todo lo ocurrido.

## Reparto
- Donald Sutherland - Murdoch
- Tim Matheson - Scott Reinhardt
- Felicity Huffman - Julianna Reinhardt
- Timothy Carhart - Charlie Groves
- Kaley Cuoco - Connie Reinhardt
- Jay Acovone - Det. Harris
- Amy Benedict - Ginger
- Marc Alaimo - Tte. Harold Towers
- Al Pugliese - Tony Alonzo

## Producción
La película fue rodada en Los Ángeles, Estados Unidos.

## Recepción
La película fue el debut de la actriz Kaley Couco.